# Лиановые манакины
Лиановые манакины (лат. Heterocercus) — род воробьиных птиц из семейства манакиновых.

## Виды
- Heterocercus aurantiivertex Sclater & Salvin, 1880 — Оранжевошапочный лиановый манакин
- Heterocercus flavivertex Pelzeln, 1868 — Желтошапочный лиановый манакин
- Heterocercus linteatus (Strickland, 1850) — Огненношапочный лиановый манакин